# Kurt Borm
Kurt Walter Werner Borm (* 25. August 1909 in Lichtenberg bei Berlin; † 29. Juni 2001 in Suderburg) war im nationalsozialistischen Deutschen Reich SS-Hauptsturmführer und im Rahmen der Aktion T4 als Arzt in der NS-Tötungsanstalt Sonnenstein in Pirna sowie als Mitarbeiter in der Zentraldienststelle T4 in Berlin tätig.

## Herkunft und Studium
Kurt Borm wurde am 25. August 1909 in Lichtenberg bei Berlin als Sohn eines Stadtamtsrats und Leiter des Wohlfahrtsamtes geboren. Er legte nach Besuch des Gymnasiums im März 1929 das Abitur ab und begann ein Medizinstudium an der Universität Berlin. Nach vier Semestern studierte Borm in Rostock weiter, wo er das Physikum im Oktober 1932 ablegte und 1934 wieder nach Berlin zurückkehrte. Ein durch finanzielle Probleme verzögertes Studium schloss er nach 16 Semestern im August 1937 mit dem ärztlichen Staatsexamen und der Note „genügend“ ab. Borm, der in seiner Studienzeit bei der Berliner Burschenschaft Normannia aktiv war, trat durch Studienkollegen animiert bereits zum 1. Dezember 1930 der NSDAP bei (Mitgliedsnummer 410.614). Am 4. November 1933 wurde er Mitglied der Allgemeinen SS (SS-Nummer 203.962). Im September 1938 erhielt Borm nach Beendigung der Pflichtassistenz seine Approbation. Als Assistenzarzt war er für ein Jahr in der Inneren Abteilung des Städtischen Krankenhauses „Am Urban“ in Berlin tätig.
Im November 1939 heiratete Borm. Aus der Ehe gingen zwei Kinder hervor.

## Kriegseinsatz
Schon im Herbst 1938 meldete Borm sich freiwillig zur Teilnahme an einer zweimonatigen Übung der SS-Totenkopfverbände. Als Musterungsarzt wurde er schließlich im Sudetenland eingesetzt. Am 11. September 1939 meldete sich Borm als Freiwilliger zur Leibstandarte SS „Adolf Hitler“. In dieser Formation der SS-Verfügungstruppe, aus der die Waffen-SS entstand, wurde er als Truppenarzt in Prag und München eingesetzt und am 20. April 1940 zum SS-Obersturmführer befördert. Anschließend wurde er der Sanitäts-Inspektion der Waffen-SS in Berlin zugewiesen.

## In der NS-Tötungsanstalt Sonnenstein
Am 20. September 1940 wurde Borm mit der Weisung beurlaubt, sich für eine Sonderaufgabe bei der Kanzlei des Führers zu melden. Nach dem Krieg schilderte er dies wie folgt:
„Meiner heutigen Erinnerung nach verhandelte ich zuerst mit Haus, der zunächst meine Personalien aufnahm und anschließend mit mir zum Gebäude der Reichskanzlei fuhr. In der Reichskanzlei erinnere ich mich, in ein kleines Zimmer geführt worden zu sein, in dem […] Blankenburg am Schreibtisch saß.“ Dieser erklärte ihm „es bestehe ein Hitler-Befehl, auf Grund dessen unheilbar Geisteskranke von ihren Leiden erlöst werden sollten. […] Zuverlässig kann ich nur noch angeben, dass Blankenburg von einem Gesetzentwurf sprach, der in der Schublade liege und aus Rücksicht auf die Psyche der Bevölkerung noch nicht veröffentlicht werden sollte. […] In großen Zügen unterrichtete er mich über den Kreis der Betroffenen und die Methode der Auswahl. […] Im Verlauf dieser Unterrichtung belehrte Blankenburg mich darüber, dass es sich bei diesen Maßnahmen um eine ‚Geheime Reichssache’ handele und ich zur strengsten Verschwiegenheit auch gegenüber engsten Familienangehörigen unbedingt verpflichtet sei.“
In der Zentraldienststelle T4 wurde Borm unter der Rubrik „Ärzte in den Anstalten“ ab 25. November 1940 geführt. Borm gab an, im Dezember 1940 in der ihm zugewiesenen Vergasungsanstalt Sonnenstein in Pirna eingetroffen zu sein und dort vom Anstaltsleiter Horst Schumann in die einzelnen Abteilungen und seinen Aufgabenbereich eingewiesen worden zu sein. Schumann sagte hierzu später aus:
„Gegen Ende des Jahres 1940 kamen die Ärzte Dr. Endruweit und Dr. Borm […] wobei Dr. Borm als der Ältere als Sprecher auftrat […] Während ich Dr. Endruweit als verschlossen, zurückhaltend, scheu und unsicher bezeichnen möchte, machte Dr. Borm auf mich den Eindruck eines soldatischen Types. Ich habe noch gut in Erinnerung, wie er sich bei mir einführte. Er sagte etwa sinngemäß: ‚Ich habe den Befehl bekommen, mich bei ihnen zu melden. Sie sollen mir instruieren.’ […] Dr. Borm war als der Ältere praktisch mein Vertreter und während meiner häufigen Abwesenheit Vorgesetzter der gesamten Anstalt […] Während meiner mehrfachen Abwesenheit lief der Betrieb in Sonnenstein weiter und hierfür war in erster Linie Dr. Borm verantwortlich […] Ich kann mit Bestimmtheit behaupten, dass der Betrieb – d. h. die Tötung von Menschen – nicht ruhte.“
Borm hingegen stritt in seinem Prozess ab, die Tötung der Kranken durch die Bedienung des Gashahns selbst eingeleitet zu haben:
„Meine Aufgabe war die Feststellung der Identität der zur Euthanasie vorgeführten Kranken, das Heraussuchen einer angemessenen Diagnose als Todesursache und die ideologische Einwirkung auf das Anstaltspersonal, dass hier eine gute Idee verwirklicht werde.“
Wie für alle T4-Ärzte üblich, verwandte auch Borm im Schriftverkehr nicht seinen richtigen Namen, sondern den Tarnnamen „Dr. Storm“. Ebenso wie sein Kollege Klaus Endruweit war er mit seiner Tätigkeit in Sonnenstein unzufrieden, da er sich nicht ausgelastet und fachlich unterfordert fühlte. Moralische oder rechtliche Bedenken hatte er indes nicht.
In der NS-Tötungsanstalt Bernburg vertrat er im März 1941 für einige Wochen den dortigen Vergasungsarzt Heinrich Bunke, der wegen des „Examen rigorosum“ beurlaubt worden war. Anschließend hospitierte er für mehrere Wochen am Kaiser-Wilhelm-Institut für Hirnforschung in Berlin-Buch bei Julius Hallervorden.
Mit dem Stopp der „Aktion T4“ durch die Weisung Hitlers vom 24. August 1941 wurden auch die Vergasungen in der Anstalt Sonnenstein eingestellt. In einer von Viktor Brack geleiteten Tagung in Pirna, an der vom T4-Personal die Ärzte sowie die Büro- und Wirtschaftsleiter sämtlicher Vergasungsanstalten teilnahmen, wurde auch die weitere Verwendung des frei gewordenen T4-Personals besprochen. Brack kündigte an, dass ein Teil des Personals im folgenden Winter im Rahmen der Organisation Todt zu Sanitätszwecken eingesetzt werden sollte. So nahm auch Borm vom 15. Januar bis zum 15. März 1942 an einer Hilfsaktion für die Verwundeten der Winterschlacht 1942 mit dem Stützpunkt in Wyasma-Gshatsk teil.

## In der Zentraldienststelle T4
Nach Rückkehr aus Russland wurde Borm in der Berliner Zentraldienststelle der T4-Organisation als Mitarbeiter von Hermann Paul Nitsche, dem ärztlichen Leiter der Aktion T4, eingesetzt. Borm redete später die Bedeutung seiner Tätigkeit in der T4-Zentrale klein und bezeichnete sich als „ein Dr. Nitsche zugeordneter medizinischer Hilfsarbeiter“. Auch wenn er nicht zu den T4-Führungspersonen zählte, war er doch an verantwortlicher Stelle in die Durchführung des „Euthanasie“-Programms eingebunden. Dies wurde auch durch den Beförderungsvorschlag Werner Blankenburgs, dem Leiter des Amtes IIa der Kanzlei des Führers, vom 6. März 1943 für das Führungshauptamt, Amtsgruppe D, Sanitätswesen der Waffen-SS, bestätigt, in dem es hieß:
„SS-Obersturmführer Dr. Kurt Borm […] ist in einem Ihnen bekannten Sonderauftrag seit dem 20.11.1940 tätig. Er ist am 20.4.1940 zum Obersturmführer befördert worden. Ich spreche im Auftrage von Reichsleiter und SS-Obergruppenführer Bouhler die Bitte aus, Dr. Borm, der sich seit Durchführung der Aktion hervorragend bewährt hat, zum nächstgültigen Termin zum SS-Hauptsturmführer zu befördern. gez. Blankenburg.“
Die vorgeschlagene Beförderung zum SS-Hauptsturmführer erfolgte am 20. April 1943.
Ab Oktober 1942 untersuchte Borm nach § 42 Strafgesetzbuch in Sicherungsverwahrung genommene Geisteskranke in diversen Strafanstalten auf ihre Arbeitsfähigkeit. Auch für die sogenannte zweite Phase des „Euthanasie“-Programms, der Aktion Brandt, war Borm durch die Beschaffung von Medikamenten und deren Verteilung an die entsprechenden Anstalten tätig.
Unterbrochen wurde seine Beschäftigung in der Zentraldienststelle T4 durch die Beurlaubung für einen Assistentendienst wiederum in der Inneren Abteilung des Berliner Krankenhauses „Am Urban“. Diese Zeit von acht Monaten nutzte Borm für seine Dissertation über das Thema „Ein außergewöhnlicher Fall von paroxysmaler Tachycardie“, die er am 9. Februar 1943 der Berliner Medizinischen Fakultät vorlegte. Trotz dieser Unterbrechung blieb Borm bis Kriegsende Mitarbeiter der Zentraldienststelle T4.

## Nach dem Krieg
Nach Kriegsende ging Borm nach Schleswig-Holstein und fand im Juni 1945 eine Anstellung im Städtischen Krankenhaus von Uetersen. Bei den Einstellungsgesprächen verschwieg er bewusst seine Vergangenheit. Er wurde in der Inneren Abteilung eingesetzt. Nach nochmaliger internistischer Ausbildung rückte er zum leitenden Arzt auf.

## Verhaftung und Prozess
Obwohl mindestens vier Monate vor der Verhaftung bekannt war, wer Borm war und wo er sich aufhielt wurde er erst am 13. Juni 1962 festgenommen, jedoch schon am 29. Juni 1962 unter diversen Auflagen wieder aus der Untersuchungshaft entlassen. Er ließ sich daraufhin wieder in Uetersen als praktischer Arzt nieder.
Die Generalstaatsanwaltschaft Frankfurt am Main erhob am 15. Januar 1965 Klage gegen ihn und die T4-Ärzte Bunke, Endruweit und Ullrich wegen Beihilfe zum Mord an mehreren tausend Geisteskranken. Da der Staatsanwaltschaft Zweifel kamen, ob Borm nicht noch weitere Straftaten vorzuwerfen seien und damit noch weiter ermittelt werden müsse, wurde das Verfahren gegen ihn abgetrennt. Die übrigen Angeklagten wurden im sogenannten ersten Ärzteprozess mit Urteil des Landgerichts Frankfurt/M. vom 23. Mai 1967 freigesprochen. Am 7. August 1970 hob der Bundesgerichtshof das Urteil wegen sachlicher Widersprüche auf.
Nunmehr wurde aus „prozessökonomischen Gründen“ auch das Verfahren gegen Borm wieder mit dem Verfahren gegen die übrigen Mitangeklagten verbunden, da weitere Vorwürfe gegen ihn nicht weiter verfolgt wurden.
Der neue Prozess sollte am 16. Dezember 1971 beginnen. Am 26. November 1971 wurde das Verfahren gegen Bunke wegen vorläufiger Verhandlungsunfähigkeit eingestellt. Desgleichen geschah am 15. Dezember 1971 mit Ullrich und am 6. Februar 1972 mit Endruweit, so dass das Verfahren nur noch gegen Borm weiterbetrieben werden konnte.
Am 6. Juni 1972 sprach ihn das Gericht frei. Borm habe zwar objektiv Beihilfe zur Tötung von mindestens 6652 Geisteskranken geleistet, jedoch könne ihm nicht nachgewiesen werden, dass er schuldhaft gehandelt habe, da ihm „unwiderlegbar das Bewusstsein der Rechtswidrigkeit“ seines Tuns gefehlt habe. Das „Unerlaubte“ seiner Handlung sei für ihn nicht erkennbar gewesen, denn:
„In den entscheidenden Jahren seines Heranwachsens, der Bildung von Wertvorstellungen und Umweltbegreifung hat er kaum etwas anderes vernommen, als die Verherrlichung nationalsozialistischen Gedankengutes. Er ist aufgewachsen in einem Beamtenhaushalt mit der dort erfahrungsgemäß in der Regel vorhandenen staatstreuen Gesinnung und dem unbedingten Glauben an die Gesetzmäßigkeit hoheitlichen Gebarens“. Das Urteil wurde vom Bundesgerichtshof am 20. März 1974 bestätigt.
Damit wurde gerichtlich gebilligt, was Borm zu den Tatvorwürfen im Verfahren äußerte:
„Abschließend möchte ich sagen, dass ich mich im Hinblick auf die gegen mich erhobenen Beschuldigungen strafrechtlich frei von jeder Verantwortung fühle. Ich bin aufgrund der mir erteilten Belehrungen der Auffassung gewesen, ‚was Du tust, ist richtig’. Ich kam zu dieser Überzeugung, weil man mir gesagt hatte, es läge ein Gesetz vor, was allerdings aufgrund einer Führerentschließung noch nicht veröffentlicht war. […] Hinzu kommt, dass ich die Gutachten über die zu euthanisierenden Kranken mit der größten Hochachtung betrachtete. Ich ging davon aus, dass diese mit der gleichen Präzision wie im Verfolg des Erbgesundheitsgesetzes erstattet wurden. […] Bei alledem darf nicht übersehen werden, dass ich damals mit Jahrgang 09 verhältnismäßig jung war. Prof. Dr. Nitsche war für mich eine Autorität. Er erzählte mir, dass sich fast alle Ordinarien der Euthanasie-Aktion verschrieben hätten“.
Die Bestätigung des Freispruchs von Borm durch den Bundesgerichtshof veranlasste 15 prominente Künstler, Schriftsteller, Politiker und Journalisten, unter ihnen Joseph Beuys, Norbert Blüm, Heinrich Böll, Günter Grass, Siegfried Lenz, Martin Walser, Ulrich Wickert, zu einem offenen Brief an Bundespräsident Gustav Heinemann, der in der Frankfurter Allgemeinen Zeitung am 10. Juni 1974 veröffentlicht wurde. Da sich die Begründung des Freispruches allein auf die Feststellung stützte, Borm sei zur Tatzeit überzeugter Nationalsozialist gewesen, wurde dem Gericht eine Privilegierung gerade der Gesinnung vorgeworfen, „gegen deren unbewältigtes Grauen diese Republik vor 25 Jahren geschaffen wurde.“
Nach dem Freispruch war Borm wieder einige Jahre in Uetersen als praktischer Arzt tätig und hatte weiterhin „großen Zulauf“ von Patienten. Sein Wohnhaus wurde in dieser Zeit öfter Ziel von Mahnwachen und Farbanschlägen. Kurt Borm wohnte bis 1998 noch in Uetersen und zog anschließend zu einem seiner Söhne. Er verstarb 2001 in Suderburg (Niedersachsen).